# 伯氏短鬚石首魚
伯氏短鬚石首魚為輻鰭魚綱鱸形目鱸亞目石首魚科的其中一種，分布中東太平洋區，從墨西哥下加利福尼亞半島南部至哥斯大黎加海域，棲息深度32-290公尺，體長可達30公分，棲息在沿海沙底質海域，可作為食用魚。